# توم أوينز
توم أوينز (بالإنجليزية: Tom Owens)‏ مواليد 28 يونيو 1949 في ذا برونكس، هو لاعب كرة سلة أمريكي معتزل. بدأ مسيرته الاحترافية في سنة 1971. تم اختياره من قبل فريق هيوستن روكتس خلال الدرافت. يبلغ طوله 6 قدم 10 بوصة (2.1 م). اعتزل اللعب في 1985. أحرز خلال مسيرته في الإن بي إيه 9898 نقطة بمعدل 11.3 نقطة في المباراة الواحدة.

## المسيرة الاحترافية
لعب مع إنديانا بايسرز في موسم 1975–1976، ثم لعب مع سان أنطونيو سبرز في سنة 1976، ثم لعب مع هيوستن روكتس في موسم 1976–1977، ثم لعب مع بورتلاند ترايل بلايزرز من سنة 1977 إلى 1981، ثم لعب مع إنديانا بايسرز في موسم 1981–1982.

## روابط خارجية
- توم أوينز على موقع إن بي أي (الإنجليزية)
- توم أوينز على موقع سبورتس رفرنس (الإنجليزية)
- توم أوينز على موقع كلية كرة السلة في سبورتس رفرنس.كوم (الإنجليزية)
- توم أوينز على موقع ريلجم (الإنجليزية)
- توم أوينز على موقع بروبوليرز (الإنجليزية)